# Rus (Jaén)
Rus es una localidad y municipio español situado en la parte septentrional de la comarca de La Loma, en la provincia de Jaén, comunidad autónoma de Andalucía. Limita con los municipios de Canena, Ibros, Baeza, Úbeda y Vilches. Por su término discurre el río Guadalimar, incluido el embalse de Giribaile
Tiene una población de 3407 habitantes (INE 2024).
El municipio ruseño comprende los núcleos de población de Rus —capital municipal— y El Mármol.

## Símbolos
El escudo de armas adoptado por el ayuntamiento muestra la Orden de la Banda, en recuerdo de don Alvar Sánchez de Rus, caballero baezano que fue hidalgo principal de la ciudad de Baeza y que tenía posesiones en Rus.
Este caballero combatió en la batalla del Salado en el año 1340, y en virtud de su arrojo y denuedo en la misma el rey Alfonso XI le nombró Caballero de la Orden de la Banda.
La bandera del municipio es una adaptación de su escudo.

## Geografía
Integrado en la comarca de La Loma, se sitúa a 57 kilómetros de Jaén. El término municipal está atravesado por la autovía A-32, por la carretera nacional N-322, entre los pK 137 y 139, y por carreteras locales que permiten la comunicación con Canena y Úbeda. 
El relieve del municipio es de carácter alomado, y la altitud oscila entre los 714 metros al este y los 350 metros al norte, a orillas del embalse de Giribaile, que represa las aguas del río Guadalimar. El pueblo se alza a 590 metros sobre el nivel del mar. 
| Noroeste: Linares | Norte: Vilches | Nordeste: Úbeda |
| Oeste: Canena     |                | Este: Úbeda     |
| Suroeste: Ibros   | Sur: Baeza     | Sureste: Baeza  |

## Demografía
Cuenta con una población de 3407 habitantes (INE 2024).

### Evolución de la población
| Gráfica de evolución demográfica de Rus entre 1842 y 2021 |
| |
| Población de derecho según los censos de población del INE Población de hecho según los censos de población del INEEntre el censo de 1887 y el anterior, crece el término del municipio porque incorpora a 23500 (Mármol) |

En su término municipal de 47,3 km² (kilómetros cuadrados) se encuentra una Entidad Local Autónoma (E.L.A.), El Mármol, que tiene aproximadamente entre 200 y 300 habitantes.

## Economía

### Evolución de la deuda viva municipal
El concepto de deuda viva contempla sólo las deudas con cajas y bancos relativas a créditos financieros, valores de renta fija y préstamos o créditos transferidos a terceros, excluyéndose, por tanto, la deuda comercial.
| Gráfica de evolución de la deuda viva del Ayuntamiento de Rus entre 2008 y 2022                                  |
| |
| Deuda viva del Ayuntamiento de Rus, en miles de euros, según datos del Ministerio de Hacienda y Función Pública. |

## Cultura

### Patrimonio

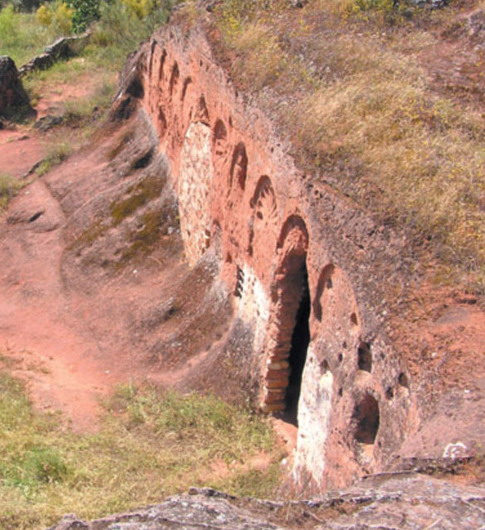
Oratorio de Valdecanales

- Torreón árabe: Sólo queda en pie un torreón árabe de los tres que formaban el antiguo castillo-fortaleza del siglo XIII. Es de mampostería, tiene doce metros de perímetro y sus huecos están constituidos por saeteras y desagües.
- Oratorio rupestre visigótico de Valdecanales: Situado en el cerro de la Alcobilla, entre Zagahón y Los Escuderos, se encuentra el oratorio rupestre visigótico de Valdecanales. Es el único hipogeo que se conserva en el sur de España y fue declarado Monumento Nacional el 21 de marzo de 1970. A pesar de ello, este monumento se halla dentro de la Lista Roja de Patrimonio en Peligro de la organización para la defensa del patrimonio Hispania Nostra. Este oratorio está formado por tres cuevas excavadas en roca de arenisca y protegidos por otra de granito. La fachada principal, labrada en un talud, presenta una larga arcada ciega con arcos de herradura clásica.
- Iglesia de N.ª S.ª de la Asunción
- Casa de Triana

## Organización político-administrativa

### Elecciones municipales
| Elecciones municipales desde 1979  |      |      |      |      |      |      |      |      |      |      |      |      |
|                                    | 1979 | 1983 | 1987 | 1991 | 1995 | 1999 | 2003 | 2007 | 2011 | 2015 | 2019 | 2023 |
| PSOE                               | 4    | 7    | 6    | 6    | 5    | 6    | 4    | 5    | 7    | 7    | 5    | 5    |
| AP/PP                              | -    | 4    | 2    | 2    | 4    | 4    | 4    | 4    | 3    | 3    | 2    | 3    |
| C's                                | -    | -    | -    | -    | -    | -    | -    | -    | -    | -    | 3    | 2    |
| MR                                 | -    | -    | -    | -    | -    | -    | -    | -    | -    | -    | -    | 1    |
| PCE/IU\|                           | -    | 1    | 1    | 2    | 2    | 1    | 1    | 1    | 1    | 1    | 1    | 0    |
| AERI Y TCR                         | -    | -    | -    | -    | 0    | -    | -    | -    | -    | -    | 0    | 0    |
| UCD/CDS                            | 6    | -    | 2    | 1    | -    | -    | -    | -    | -    | -    | -    | -    |
| PA/PSA                             | 1    | -    | -    | -    | -    | 0    | 2    | 1    | 0    | 0    | -    | -    |
| En negrilla el partido más votado. |      |      |      |      |      |      |      |      |      |      |      |      |
| Fuente: La Información             |      |      |      |      |      |      |      |      |      |      |      |      |

### Alcaldía
| Periodo   | Nombre                                                                           | Partido |
| --------- | -------------------------------------------------------------------------------- | ------- |
| 1979-1983 | Juan Ruiz Cortés                                                                 |         |
| 1983-1987 | Juan Antonio Sánchez Díaz                                                        |         |
| 1987-1991 | Juan Antonio Sánchez Díaz                                                        |         |
| 1991-1995 | Juan Antonio Sánchez Díaz                                                        |         |
| 1995-1999 | Juan Antonio Sánchez Díaz                                                        |         |
| 1999-2003 | Juan Antonio Sánchez Díaz                                                        |         |
| 2003-2007 | Josefina Palacios Moreno 2003: Diego López Lorite 2005: Francisco Pulpillo López |         |
| 2007-2011 | Manuel Hueso Murillo                                                             |         |
| 2011-2015 | Manuel Hueso Murillo                                                             |         |
| 2015-2019 | Manuel Hueso Murillo 2015: José Manuel Campos López 2015: Águeda Sánchez López   |         |
| 2019-2023 | Manuel Hueso Murillo                                                             |         |
| 2023-act. | Juan Antonio Palomares Granada                                                   | + + MR  |

### Fiestas

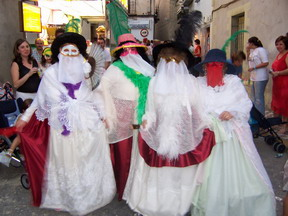
Fiesta de los mozos

Las fiestas más importantes son la Feria de Agosto (2-5 de agosto), San Blas (3 de febrero) y Santiago Apóstol (25 de julio). Pero de entre todas ellas destaca la Fiesta de Mozos, la más peculiar de las tradiciones ruseñas. Data del siglo XVII y se ha mantenido con contadas lagunas hasta nuestros días. Tiene la peculiaridad, única en todo el país, de procesionar al Santísimo Sacramento como si de un Corpus se tratase. Se celebra el penúltimo domingo de septiembre y su origen se remonta a las terribles epidemias que asolaron la comarca de Úbeda y Baeza entre los años 1678 y 1693. Una de ellas, la peste bubónica, afectó con especial virulencia a los muchachos (mozos) del pueblo. Según los estatutos de la Hermandad del Santísimo Sacramento, 25 de ellos murieron. Cundió el pánico y se decidió sacar al Santísimo Sacramento en procesión rogativa. Desde entonces la epidemia remitió y las gentes de aquella época lo achacaron a la rogativa. Los mozos que sobrevivieron y demás población decidieron conmemorar dicho acontecimiento sacando en procesión la Santa Custodia el tercer domingo de septiembre y celebrando después tres días de "máscaras" en los cuales se disfrazarían para mostrar su alegría. Estos días de máscaras se han convertido en un auténtico carnaval veraniego en que se da rienda suelta a la imaginación, la burla, la ironía y la crítica.

### Gastronomía
- Salados: guiñapos o andrajos, carneruelo (cebolla, tomate, pimiento molido, huevos estrellados y tostones de pan frito) , arroz con conejo, cazuela (torta hecha con hortalizas, piñones y ajonjolí), empanadas de viernes, alcachofas con panecillos, migas, hoyo de aceite.
- Repostería: gachas dulces (harina tostada con leche, azúcar y canela), tortas de masa de aceite, roscos de matalahúva, cuajadas, tortas dormidas, alpargates, roscos fritos, pestiños o borrachuelos.